# Dàodé jīng
El Dàodé jīng (Chino: 道德經 pronunciaciónⓘ, Wade-Giles: Tao Te Ching, también llamado Tao Te King),  también llamado Laozi (老子), es un texto clásico chino atribuido al sabio Lao-Tse del siglo VI a. C., aunque su fecha y autoría están abiertas al debate, es un texto clásico chino. 
Su nombre procede de las palabras con las que empiezan cada una de sus dos partes: 道 dào ‘el camino’, la primera del Capítulo 1, y 德 dé ‘virtud’, o ‘poder’, la primera del Capítulo 38, con el añadido 經 jīng, ‘libro clásico’. Según la tradición, fue escrito alrededor del siglo VI a. C. por el sabio Laozi, un archivista de la corte de la dinastía Zhou, por cuyo nombre se conoce el texto en China. La verdadera autoría y fecha de composición o de compilación del libro es aún objeto de debate.
Este texto es uno de los fundamentos del taoísmo filosófico y tuvo una fuerte influencia sobre otras escuelas, como el legalismo y el neoconfucianismo. Tiene un papel importante en la religión china, relacionado no solo con el taoísmo religioso, sino también con el budismo, que cuando se introdujo por primera vez en China fue interpretado usando en gran medida palabras y conceptos taoístas. 
En China la filosofía de la naturaleza y la visión del mundo están impregnadas del pensamiento taoísta y así muchos artistas, pintores, calígrafos y hasta jardineros han usado este libro como fuente de inspiración. Su influencia se ha esparcido también más allá del Lejano Oriente, ayudada por las muchas traducciones diferentes del texto a lenguas occidentales.

El Tao que puede nombrarse no es el Tao eterno.
El nombre que puede nombrarse no es el nombre inmutable.
La no existencia es el principio del cielo y de la tierra.
La existencia es la madre de todo lo que hay.
Laozi en Dào Dé Jīng

## El texto
El texto de este libro tiene una historia larga y compleja. Por una parte están las versiones transmitidas y los comentarios, que se remontan a hace dos mil años; por otra parte, los antiguos manuscritos en bambú, seda y papel que los arqueólogos han descubierto en el último siglo. 

### Título
El título del libro tiene varias traducciones posibles.
- 道 (dào) significa literalmente ‘el camino’, o alguno de sus sinónimos. Este término, usado por todos los filósofos chinos (incluyendo a Confucio, Mencio, Mozi y los legalistas), tiene un significado especial en el contexto del taoísmo, en el que implica el proceso esencial e innominable del universo.
- 德 (dé) significa básicamente ‘virtud’, en el sentido de ‘calidad individual’, ‘fuerza interior’ o ‘integridad’. En chino, 德 tiene las mismas connotaciones que la palabra «virtud» en español: puede significar tanto una cualidad moral, como una capacidad inherente («la virtud de curar»).
- 經 (jīng) significa ‘escritura’, ‘libro’, o ‘libro clásico’.

Así, Daodejing 道德經 puede traducirse como ‘El libro del Camino y la Virtud’, ‘El Libro del Camino y el Poder’, ‘El Clásico de la Senda y las Virtudes’, etc.

### Estructura interna
El Daodejing legado por la tradición es un texto corto, de unos 5000 caracteres chinos, dividido en 81 capítulos o secciones (章) breves. Hay indicios de que la división en capítulos es un añadido posterior (para facilitar la glosa o la memorización). Tiene dos partes, El Daojing (capítulos 1-37) y el Dejing (capítulos 38-81), que probablemente se juntaron en la edición del texto legado por la tradición en orden inverso al de un posible Dedaojing original (véase en los textos de Mawangdui).
Está escrito en un estilo lacónico, con muy pocas partículas gramaticales, favoreciendo la variedad y hasta la contradicción entre las interpretaciones. Las ideas que expone son singulares, y se expresan en tono poético.
El chino clásico en que está escrito el libro presenta dificultades para ser entendido aun para los hablantes modernos cultos del chino. Además, muchas de las palabras usadas en el texto son intencionalmente vagas y ambiguas. La falta de puntuación en el chino clásico complica aún más la tarea, pues no existe manera concluyente de determinar dónde termina una frase y comienza la siguiente. Mover un punto atrás o adelante unas pocas palabras, o insertar una coma, puede alterar profundamente el significado de muchos pasajes.

## Historia
La existencia de Laozi se menciona en rollos que se remontan al 400 a. C., pero no se registraron contemporáneamente detalles de su vida. El historiador chino Sima Qian escribió una supuesta biografía alrededor de 100 a. C., indicando que su nombre de nacimiento había sido Li Er. Estudios sobre el lenguaje y el esquema de rimas de la obra apunta a una época de composición posterior al Shi Jing o «Libro de las Canciones», pero anterior a la escritura de Zhuangzi, es decir, en algún momento entre el final del siglo IV a. C. y el comienzo del siglo III a. C..
Existe un debate académico sobre la autoría de la versión actual del Dào Dé Jing. Se han hallado secciones bajo la forma actual en tablillas grabadas en piedra de alrededor de 300 a. C. El descubrimiento en 1973 de los rollos de seda llamados Textos de Mawangdui (por la aldea en que fueron hallados), que comprende el «Texto A», con más lagunas y presuntamente escrito antes que el «Texto B», que ha sido datado a alrededor de 200 a. C., revela que las versiones más comunes del texto recibido son esencialmente las mismas que se conocían en la antigüedad, lo que limita el período durante el cual los escritos pudieron haber sido cambiados o incrementados con nuevas contribuciones. En 1993 se halló la versión más antigua conocida del texto, más corta y escrita en tiras de bambú, datada en 300 a. C. Este hallazgo recuperó 14 versos antes desconocidos, llamados Textos de Guodian por haber sido descubiertos en la ciudad de Guodian, provincia de Hubei. Muchas traducciones recientes incluyen estos textos, y frecuentemente se reordenan los versos del libro para incorporar el nuevo hallazgo.

## Interpretación y conceptos principales
Los pasajes son ambiguos, y tocan temas que van desde el consejo político para gobernantes hasta la sabiduría práctica para la gente común. Como la variedad de interpretaciones posibles es virtualmente ilimitada, no solo para personas distintas sino incluso para una misma persona en distintos momentos, lo más sensato por parte de los lectores es no intentar establecer una objetividad o una superioridad en sus conceptos. Los principios y conceptos centrales son:
- El Tao abarca los principios de infinitas cosas. No tiene forma ni sonido; es incorpóreo, eterno y permanente. Este principio no puede explicarse con palabras.

"El Tao produjo Uno; Uno produjo Dos; Dos produjo Tres; Tres produjo "los 10000 seres" (Todas las cosas y seres existentes)". (Cap. 42)

- El Dào Dé Jīng igualmente da énfasis a los valores «femeninos» (Yin), como la cualidad del agua, fluidez y suavidad (en lugar de la solidez y aspereza de la montaña), la elección del lado oscuro y misterioso de las cosas, y el control sobre las cosas sin gobernarlas.
- El concepto de «retorno», no en el sentido de regreso al pasado, sino más bien como «contracción», «reducción» e incluso «retirada» y «retrospección» sobre sí mismo. Este concepto es ilustrado por el texto del capítulo 48: el aprendizaje consiste en aumentar día a día el patrimonio propio; la práctica del Tao consiste en sustraer día a día.
- La Nada (Wuji) es la sustancia del Tao y el Ser es su función. Para alcanzar el dominio del Tao es necesario primero reconciliarse con la inmovilidad, no ocuparse de cosas mundanas, dejar de lado el intelecto, el conocimiento, los deseos, el egoísmo y el egocentrismo; despojarse de las ideas preconcebidas y retornar a la amplitud mental auténtica.
- Para el taoísmo es central la búsqueda del vacío, común también al budismo y, en alguna medida, al confucianismo.
- Otras ideas centrales incluyen:
  - El uso de la fuerza solo atrae la fuerza.
  - La riqueza no alimenta el espíritu.
  - El ansia de poseer sin límite ciega al ser humano y lo convierte en un monstruo codicioso y violento.
  - La preocupación solo por sí mismo, y el darse importancia son vanos y autodestructivos.
  - La victoria en la guerra no es gloriosa. No debe celebrarse, sino ser causa de duelo, porque surge de la devastación.
  - Cuanto más empecinadamente se intenta algo, mayor es la resistencia que se crea; cuanto más se actúa en armonía con el universo, más se logrará y con menos esfuerzo.
  - El verdadero sabio concede poca importancia a su propia sabiduría, porque cuanto más conoce más se da cuenta de lo limitado de su conocimiento.
  - Cuando perdemos los valores fundamentales, los reemplazamos con valores crecientemente inferiores que pretendemos verdaderos.
  - La glorificación de la riqueza, el poder y la belleza atraen el crimen, la envidia y la vergüenza.
  - Las cualidades de flexibilidad y suavidad son habitualmente superiores a las de rigidez y fuerza.
  - El contraste de los opuestos (la diferencia entre masculino y femenino, luz y oscuridad, fuerte y débil, etc.) es lo que permite entender y apreciar el universo.
  - El cambio entre los opuestos (Yin-Yang) permite la fluidez natural del universo. El estancamiento en una sola forma solo atrae la desarmonía y la devastación.

## Análisis de la obra
En sus 81 capítulos, a través de diversos aforismos de estética poética, el autor define la sabiduría práctica, da consejo a los gobernantes, e incluso parece adentrarse en los misterios alquímicos que confieren la inmortalidad. Por tanto vemos como la obra puede enmarcarse en géneros tan diversos como son el de la literatura filosófica (para algunos metafísica), la didáctica-sapiencial o incluso la alquímica/recetaria. 
Desde su aspecto conceptual, el Dao De Jing es punto de partida y uno de los pilares en los que se asienta el movimiento taoísta, entendido en su vertiente filosófica y mística. La obra girará en torno al concepto del Dao (道), motivo que como comprobamos en el confucianismo, no es exclusivo del taoísmo. El por qué es ahora cuando da nombre a todo un movimiento es consecuencia de su nueva dimensión, motivo al que volveremos más adelante. El sentido completo lo dará el hecho de que complementa al confucianismo: el taoísmo ofrecerá refugio a quienes no han podido triunfar en el sistema derivado de las enseñanzas del Maestro Kong.
El movimiento taoísta, que se generará después, se basará en dos principios fundamentales: el primero de ellos, como hemos referido más arriba, será el Dao: si bien este había estado siempre presente en la mente del chino antiguo es ahora cuando se alza como principio supremo de toda realidad, de ahí que brinde el nombre al movimiento. En el Dao De Jing, este principio no puede ser expresado (Cap. 1), carece de nombre (Cap. 32, 41), es invisible, inaudible, intangible (Cap. 14), inmutable y origen de la multiplicidad (Cap. 21). Precede al Cielo y Tierra, es silencioso, ilimitado, y dotado de un movimiento cíclico continuo (Cap. 25): primigenio (Cap. 42), el ancestro de todos los Seres (Cap. 4). En este punto se observa un interesante paralelismo con la noción del Arkhé -arjé- griego, principio supremo unificador de los fenómenos y que está en la base de todas las transformaciones de las cosas: principio constituyente junto a la physis de los dos conceptos principales utilizados por los presocráticos en sus especulaciones metafísicas. Para Laozi, el Dao es un vacío (Cap. 11), un no-ser (wu, 无) del que surge lo que es (you 有). 

El camino del cielo es saber vencer sin combatir,
responder sin hablar, atraer sin llamar,
y actuar sin agitarse. (Cap. 73)

El segundo elemento, ligado intrínsecamente al primero es el DE, la virtud, el poder del Dao, por tanto su complemento. El Dao es inmutable, pero en la realidad existe el cambio, todos los seres interactúan (Cap.16), es el concepto de retorno. Tal circunstancia es posible porque exteriormente actúa mediante el DE, su principio de movimiento. Las virtudes confucianas de humanidad o equidad son tratadas de falsas (Cap.18), solo aparecen cuando nos alejamos del Dao (Cap. 38): ambas son “perros de paja” (Cap. 5): el fin del taoísmo es el saber actuar. Aquí nace uno de los conceptos clave del dao: wu wei. Los sabios creen saber cómo actuar, pero el taoísta se define por el no-actuar (Cap.2), el wuwei (无为). 
Wuwei se entiende no como una impasibilidad ante los acontecimientos sino como una sumisión a los mismos: dado que existe el movimiento, dado que todos los seres se transforman (Cap. 37), la opción del sabio pasa por la observación y la contemplación; un actuar de manera connatural a los seres (un no-actuar) para adaptarse sin sufrir daño. 

El hombre culto, sin acción realiza. (Cap. 47)

Tal como define Antonio Medrano, es la forma más pura de actividad, totalmente desinteresada que se efectúa en consonancia con el pulso del Dao. De aquí parece desprenderse lo aparentemente inútil de un gobierno (Cap. 10). No obstante, la idea subyacente es la de que este debe existir ya que el pueblo tiende a alejarse del Dao (Cap. 53), pero no debe ser percibido. Los gobernados han de llegar a afirmar de que los acontecimientos surgen de manera natural: de que son lo que son por ellos mismos. Y esa es la esencia misma de wuwei: cuando no se fuerza (Cap. 29, 30), las cosas se enderezan por sí mismas: esto es ZIRAN (自然) (Cap. 17). 

Practicar la no-acción, y así nada queda sin regir. (Cap.3)

El pueblo sin mandato (forzado) es ecuánime por sí mismo (Cap. 32), esto es la Evidencia Sutil: flexibilidad y delicadeza vencen a rigidez y dureza (Cap. 36). Es el gobierno de la no acción: prohibiciones, instrumentos de lucro, revueltas… conllevan el alejamiento del camino (Cap.39, 57, 74, 75). 

Por esto, el Hombre Culto dice:
yo, “no-acción”, y el pueblo por sí mismo se transforma. (Cap. 57)

El hombre sabio, si aspira al Dao, debe alcanzar la espontaneidad que brinda ZIRAN; llegar a un estado en que su propia persona quede reservada (Cap. 7, 66), es pues obrar sin esperar recompensa (Cap. 77): la VIRTUD PROFUNDA (Cap. 10); se anula a sí mismo (Cap. 22). La CONCORDIA CELESTIAL; la culminación (Cap. 68).

El que ansía no erige, 
el que tranquea no camina, 
el que se exhibe no resplandece, 
el que se acredita a sí mismo no se esclarece, 
el que se afana por sí mismo carece de mérito, 
el que es obstinado no acrecienta. (Cap.24)

Laozi define al sabio como sagaz, alerta, respetable, deleznable, sencillo, amplio… (Cap. 15). Pese a las dificultades, llegará a su meta sin dificultad alguna (Cap. 63). No se virará hacia el poder, no presumirá, alejará toda arrogancia, no requerirá nada más allá de las consecuencias (Cap. 30, 72). A través del concepto de wuwei, nunca fracasa (Cap. 64). El hidalgo aborrece la milicia ya que en la victoria no hay belleza: la matanza del semejante implica el llanto de las aflicciones (Cap. 31, 69) En su camino debe observar la simplicidad, abrazar la sencillez, perder el egoísmo y reducir el deseo (Cap. 19) aunque desee no desear (Cap. 64). Esto último cobra una mayor importancia en pasajes posteriores:

No existe mayor delito que el poder del deseo,
no existe mayor calamidad que no conocer la saciedad,
no existe mayor vicio que la ambición. (Cap. 46)

Parece desprenderse aquí un símil de una de las dos célebres máximas inscritas en el santuario de Apolo en Delfos: NADA EN DEMASÍA: 

El que conoce lo que es suficiente es rico. (Cap. 33)

Allá donde encontremos referencias sapienciales para el buen gobierno, podemos inferir referencias para la propia vida personal. El cultivo del cuerpo es otro de los aspectos fundamentales del Dao De Jing: El cuidado personal tiene como fin alargar la vida, la ausencia de enfermedad (Cap. 71), la inmortalidad: ingrediente fundamental del taoísmo religioso posterior; algo, que de paso, no es exclusivo de esta religión sino de todas las capas de la sociedad china desde la Antigüedad a nuestros días (Sirvin, 1995, cap. VI, pág. 319). En el texto, sin embargo, no parece que haya una opinión clara al respecto pues por un lado parece característica intrínseca del sabio (Cap. 3, 50) y por otra parece criticar todo intento de alargar la vida (Cap. 55).
Estos pueden ser sintéticamente los rasgos que definen el Dao De Jing, punto de arranque de uno de los movimientos más poderosos en el colectivo chino desde su origen, capaz incluso de sobrevivir a la terrible Revolución Cultural de 1960. El legado a través de premisas y doctrinas del texto de Lao Zi, más sus comentaristas y compiladores posteriores, no se circunscriben únicamente a los que serán llamados taoístas sino que impregna el alma del pueblo chino al igual que el aceite penetra en las piedras; igual que el agua basándose en su debilidad se hace fuerte. 

El agua beneficia a todo sin competir, ocupando los lugares que la multitud desprecia. (Cap. 8)

“Bajo el Cielo” nada supera al agua en flexibilidad y debilidad,
pero atacando a la rígida dureza nada como ella puede vencer. (Cap. 78)

## Edición en español
- Tao Te Ching: Los libros del Tao. Traducción directa y bilingüe del chino por Iñaki Preciado Idoeta. Incluye los Textos de Guodian, Mawangdui y las versiones tardías. Edición revisada, modificada y ampliada. Madrid: Editorial Trotta. 2006 (4ª edición 2018). ISBN 978-84-8164-835-5.
- Tao Te Ching. Traducción del original chino por Gabriel García-Noblejas Sánchez-Cendal. Alianza Editorial. 2017. ISBN 978-84-9104-800-8.
- Libro del curso y de la virtud. Ed. y tr. directa del chino Anne-Hélène Suárez Girard. Prólogo: François Jullien. Madrid: Ediciones Siruela. 1998 (5ª edición 2015). ISBN 978-84-7844-427-4.
- Tao Te Ching. El Libro del Tao y la Virtud. Traducción directa del chino clásico por Alejandro Bárcenas. Charleston: Anamnesis Editorial. 2014. ISBN 9781500909437.
- Tao Te King. Edición de Richard Wilhelm. Barcelona: Editorial Sirio. 2009. ISBN 978-84-7808-625-2.
- El libro del Tao. Traducción directa del chino por Iñaki Preciado Idoeta, Premio Nacional a la mejor traducción 1979. Madrid: Alfaguara. 1978, 1996 [1ª edición, 9ª impresión]. ISBN 978-84-204-5302-6.
- Tao Te Ching. Lima, Ignacio Prado Pastor Editor, 1972; segunda edición Barcelona, Editorial Azul, 1999. Traducción directa del idioma chino al español por Onorio Ferrero. 1972 (2ª edición 1999).
- Tao Te Ching. Traducido por Carmelo Elorduy. Primera versión directa del chino al español. Barcelona: Orbis. 1985 (2ª edición). ISBN 978-84-7530-461-8.